# Hongaarse Staat
De Hongaarse Staat was een marionettenstaat van nazi-Duitsland die uitgeroepen werd op 16 oktober 1944 toen de macht van regent Miklós Horthy afgenomen werd tijdens de Operatie Panzerfaust. Het Hongaarse koninkrijk (Magyar Királyság), dat al sinds het jaar 1000 bestond werd nu afgeschaft. 
De regering onder Horthy werd anno 1944 door Hitler steeds minder vertrouwd, waardoor in maart dat jaar Hongarije werd bezet en Horthy de pro-fascistische Döme Sztójay tot premier moest benoemen. Tot 9 juli 1944, onder diens bewind, waren er al 437.402 joden in 151 treinen naar Auschwitz gedeporteerd en vermoord. Bovendien waren antifascisten opgepakt, de vakbonden verboden, en de Hongaarse militaire bijdrage aan de As vergroot. In augustus wist Horthy, meeliftend op de ontevredenheid van de bevolking, Sztójay te vervangen, en probeerde hij opnieuw contact met de geallieerden te leggen. Hierop werd hij afgezet en gevangengezet door de Duitsers.
De fascist Ferenc Szálasi werd de leider (Nemzetvezető) en de nieuwe eerste minister van Hongarije en hij voerde een waar schrikbewind. Onder zijn leiding werden vele Hongaarse Joden gedeporteerd. Szálasi trachtte de uitroeiing van de Hongaarse joden te voltooien en stuurde nog minstens 80.000 joden naar de kampen terwijl nog minstens 15.000 joden en antifascisten in gewelddadige pogroms werden vermoord. Deze activiteiten gingen door terwijl Hongarije vanuit het oosten door het Rode Leger werd bezet en Boedapest werd belegerd. Szálasi week uit naar Duitsland en zou vanaf daar de Hongaarse Staat in ballingschap leiden, tot het eind van de oorlog.
Nadat Duitsland zich overgaf op 8 mei 1945 werd de staat ontbonden en werd het koninkrijk hersteld.